# 卡希拉站
卡希拉站（羅馬化：Kashirskaya）是俄羅斯莫斯科地鐵的一個車站。卡希拉站開通於1969年8月11日，是卡霍夫卡線的車站。1983年開始，卡希拉站是卡霍夫卡線和莫斯科河畔線的跨月台轉車站。車站的裝飾風格樸素，是典型1960年代莫斯科地鐵車站的風格。